# Жилой дом И. И. Сатина
Жилой дом И. И. Сатина — каменное двухэтажное здание, построенное в 1911 году на пересечении улиц Варваринской (ныне Советской) и Флотской (ныне Сергеева-Ценского), в городе Тамбов, ныне Тамбовской области. Памятник истории и культуры регионального значения. В настоящее время здание используется для нужд художественной школы № 1.

## История
Доходный дом И. И. Сатина располагается на пересечении бывших улиц Варваринской (ныне Советской) и Флотской (ныне Сергеева-Ценского). Это здание уникально тем, что оно одно из двух в Тамбове строений, построенных в формах так называемого неорусского стиля.
Строение принадлежало и было построено на средства Ивана Ивановича Сатина, являлся крупным землевладельцем, хозяина усадьбы, в территорию которой входили жилой флигель хозяина и доходный дом, сдававшийся в наём комнатами. Сатину принадлежала фабрика по переработке шерсти, а также земельные наделы в Тамбовском и Липецком уездах.

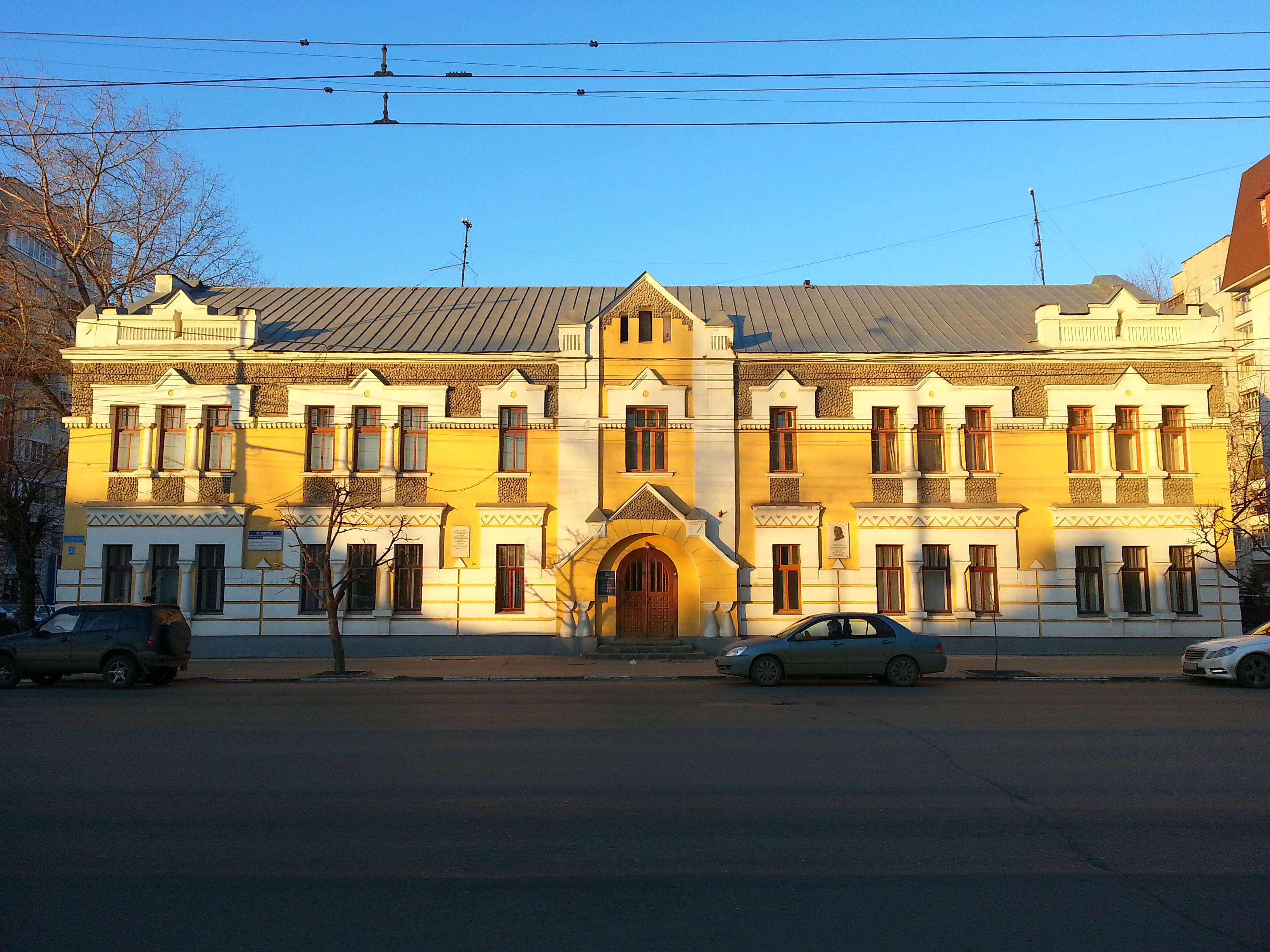
Фасад здания

Узоры тамбовского жилого дома Сатина над наличниками окон первого этажа представляют собой некий прерывистый архитектурный поясок с узором в виде народной простой геометрической вышивки. «Козлик», который стал прообразом народного орнамента на этом строении, характерен как раз для среднерусской вышивки — для Тамбовской губернии.
Две декоративные башенки венчают центральный портал здания. Они фланкируют треугольный фронтон со щелевидными окнами, схожими с бойницами в стенах древнерусских крепостей. Ниже находится ещё один портал, напоминающий вход в древнерусские храмы. Пары опорных столбов, выделенные в виде кувшинов, несут на себе массивный свод подобие крыльца русского терема. Три наличника объединяют высокие узкие окна с элементами декоративных поясков. Имитация природного камня покрывает вставки под окнами второго этажа и фриз, являясь отсылкой к архитектуре северного модерна. Впервые в Тамбове при строительстве здания использованы стеклоблоки, после капитального ремонта были утрачены.
После Октябрьской революции здание было национализировано. В строении разместилась школа Всевобуча, а также проживали семьи лишенцев. В 1920-е годы помещения здания стали передавать под жилые квартиры новой партийной элите. Почти 70 лет дом простоял без капитального ремонта. Только в 1984 году были проведены строительные работы и в здании разместилась детская художественная школа. В 90-х годах XX века удалось осуществить реконструкцию строения и создать окончательный вариант ансамбля, включающий пристройку, уютный внутренний дворик, выставочный зал. В XXI веке дом утратил двойную распашную филёнчатую дверь, которую заменили на пластиковую.
Жилой дом Сатина в 1989 году был признан памятником архитектуры и объектом культурного наследия регионального значения.